# بيكو بوذي
بيكو بوذي (بالإنجليزية: Bhikkhu Bodhi)‏ (وُلد في العاشر من أكتوبر 1944)، اسمه عند الولادة جيفري بلوك، هو راهب تيرافادا بوذي رُسِّم في سيرلانكا ويدرِّس حاليًا في نيويورك ومنطقة نيوجيرسي. عُين الرئيس الثاني لجمعية النشر البوذية وحرر وألّف عدة منشورات تستند إلى تقليد تيرافادا البوذي.

## حياته
في عام 1944، وُلد بلوك في بروكلين بنيويورك لأبوين يهوديين. ترعرع في منطقة بورو بارك حيث ارتاد المدرسة الابتدائية بي إس 160. في عام 1966، حصل على البكالوريوس في الفلسفة من كلية بروكلين. في عام 1972 نال الدكتوراه في الفلسفة من جامعة كليرمونت.
في عام 1967، وبينما كان طالب دراسات عليا، رُسم بوذي بصفته سرامانيرا (راهبًا) في نظام ماهايانا الفيتنامي. في عام 1972، بعد تخرجه، سافر بوذي إلى سيرلانكا، حيث حصل تحت إشراف بالانغودا أناندا مايتيرا ثيرو على رسامة سرامانيرا في مدرسة التيرافادا وفي عام 1973 حصل على الترسيم الكامل بصفته بيكو أو راهب تيرافادي.
في عام 1984، بعد خلافته للشريك المؤسس نينابونيكا ثيرا، عُين بوذي محرر اللغة الإنجليزية لجمعية النشر البوذية وفي عام 1988 أصبح رئيسًا للجمعية. في عام 2002، تقاعد من تحرير الجمعية بينما بقي رئيسًا لها.
في عام 2000، في أول احتفال للفيسك في الأمم المتحدة، قرأ بوذي الافتتاحية الرئيسية.
في عام 2002، بعد تقاعده من منصب محرر جمعية النشر البوذية، عاد بوذي إلى الولايات المتحدة. بعد العيش في دير بوذي (في بلدة ليفايتي بنيوجيرسي)، يعيش ويدرس حاليًا في دير شوانغ يين (في كارمل بنيويورك) ويشغل منصب رئيس الرابطة البوذية للولايات المتحدة.
يُعد بيكو بوذي مؤسس منظمة الإغاثة العالمية البوذية والتي تمول مشاريع لمكافحة الجوع وتمكين النساء حول العالم.